# 金子一輝
金子 一輝 （かねこ かずき、1995年5月29日 - ）は、神奈川県藤沢市出身の元プロ野球選手（内野手）。右投右打。父親は元バレーボール選手の金子敏和。

## 経歴

### プロ入り前
藤沢市立片瀬小学校1年生の時から「片瀬スカイラークス」でプレーし、藤沢市立片瀬中学校時代は「藤沢シニア」に所属。2年生の時に投手から内野手に転向した。
日大藤沢高校では1年生の春にベンチ入りすると1年夏から4番ショートとして活躍。1年夏の神奈川県大会4回戦では山本泰寛、谷田成吾擁する慶應義塾高校に勝利したが、5回戦で桐光学園高校に敗れた。2年夏の神奈川県大会は全試合4番として、初戦武相高校に勝利。準々決勝では左澤優擁する横浜隼人高校に勝利した。準決勝の齊藤大将、山野辺翔ら擁する桐蔭学園高校戦は5回コールドで敗れた。主将として迎えた3年生時春の神奈川県大会の準決勝で桐光学園高校と対戦、松井裕樹から適時二塁打を放った。3年夏の神奈川県大会は4回戦で向上高校に敗れ、甲子園出場はならなかった。
2013年10月24日に行われたプロ野球ドラフト会議で埼玉西武ライオンズに4巡目で指名され、契約金4,000万円、年俸600万円（金額は推定）で仮契約を結んだ。背番号は「56」。

### 西武時代
2014年は二軍で遊撃手として67試合に出場したが、打撃面では振るわずに打率.145に終わり、その後は2017年まで一軍での試合出場はなかった。
2018年は5月12日の福岡ソフトバンクホークス戦で一軍デビューし、初打席では加治屋蓮から空振り三振を喫した。5月22日のソフトバンク戦では森唯斗からプロ初安打・プロ初ホームランを記録した。6試合の出場で打率.357、1本塁打、2打点だった。
2019年は一軍出場なしに終わり、10月3日に戦力外通告を受けた。

### 現役引退後
引退後はライオンズアカデミーのコーチに就任。2022年6月をもって退任。その後はカナダへ留学し、会社経営などを目標とし活動している。

## 人物
日大藤沢高校の先輩にあたる山本昌は、母校でシーズンオフの自主トレを行っていたことで金子と面識があり、後輩である金子のプロ入りを喜んだ。

## 詳細情報

### 年度別打撃成績
| 年 度    | 球 団    | 試 合 | 打 席 | 打 数 | 得 点 | 安 打 | 二 塁 打 | 三 塁 打 | 本 塁 打 | 塁 打 | 打 点 | 盗 塁 | 盗 塁 死 | 犠 打 | 犠 飛 | 四 球 | 敬 遠 | 死 球 | 三 振 | 併 殺 打 | 打 率 | 出 塁 率 | 長 打 率 | O P S |
| -------- | -------- | ----- | ----- | ----- | ----- | ----- | -------- | -------- | -------- | ----- | ----- | ----- | -------- | ----- | ----- | ----- | ----- | ----- | ----- | -------- | ----- | -------- | -------- | ----- |
| 2018     | 西武     | 6     | 14    | 14    | 3     | 5     | 1        | 0        | 1        | 9     | 2     | 0     | 1        | 0     | 0     | 0     | 0     | 0     | 3     | 1        | .357  | .357     | .643     | 1.000 |
| NPB：1年 | NPB：1年 | 6     | 14    | 14    | 3     | 5     | 1        | 0        | 1        | 9     | 2     | 0     | 1        | 0     | 0     | 0     | 0     | 0     | 3     | 1        | .357  | .357     | .643     | 1.000 |

### 年度別守備成績
| 年 度 | 球 団 | 三塁  | 三塁  | 三塁  | 三塁  | 三塁  | 三塁     |
| 年 度 | 球 団 | 試 合 | 刺 殺 | 補 殺 | 失 策 | 併 殺 | 守 備 率 |
| ----- | ----- | ----- | ----- | ----- | ----- | ----- | -------- |
| 2018  | 西武  | 5     | 2     | 4     | 0     | 0     | 1.000    |
| 通算  | 通算  | 5     | 2     | 4     | 0     | 0     | 1.000    |

### 記録
初記録
- 初出場：2018年5月12日、対千葉ロッテマリーンズ8回戦（メットライフドーム）、9回表に三塁手として出場
- 初打席：2018年5月22日、対福岡ソフトバンクホークス7回戦（福岡 ヤフオク!ドーム）、7回表に金子侑司の代打で出場、加治屋蓮から空振り三振
- 初安打・初本塁打・初打点：同上、9回表に森唯斗から左越ソロ
- 初先発出場：2018年5月23日、対福岡ソフトバンクホークス8回戦（福岡 ヤフオク!ドーム）、9番・三塁手で先発出場

### 背番号
- 56 （2014年 - 2019年）